# Truppenübungsplatz Neuhammer

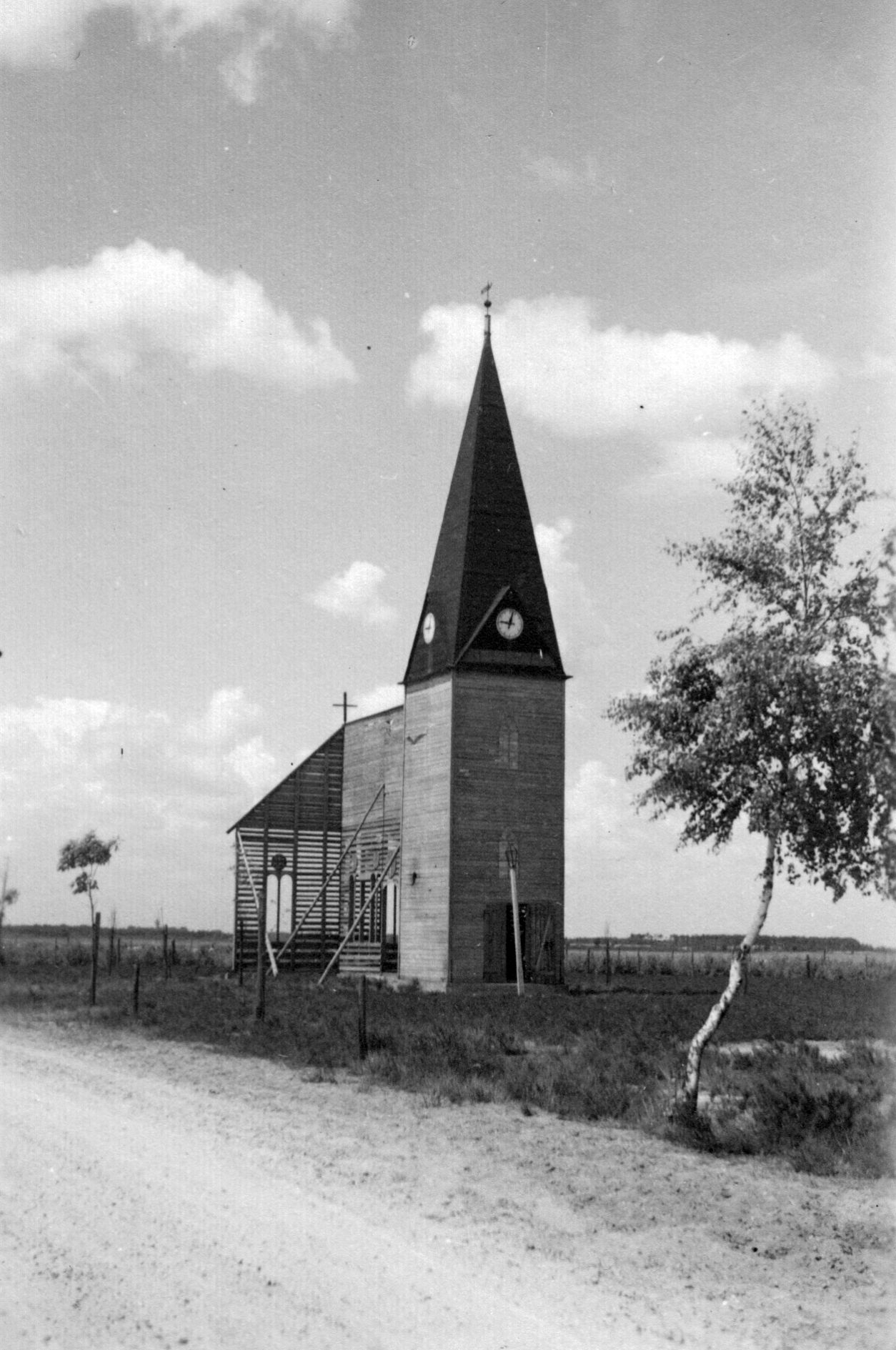
Attrappe einer Kirche auf dem Truppenübungsplatz, 1930er Jahre

Der Truppenübungsplatz Neuhammer liegt in der Nähe des schlesischen Ortes Neuhammer am Queis. Er wird heute von der polnischen Armee genutzt und als Truppenübungsplatz Żagań  bezeichnet.

## Geschichte

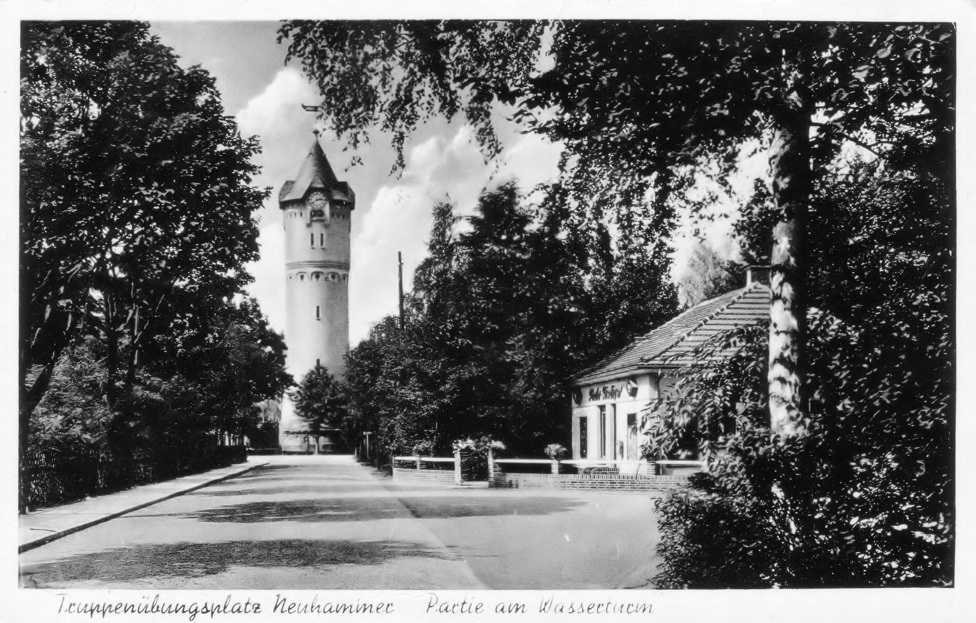
Truppenübungsplatz, Partie am Wasserturm Mitte der 1930er Jahre

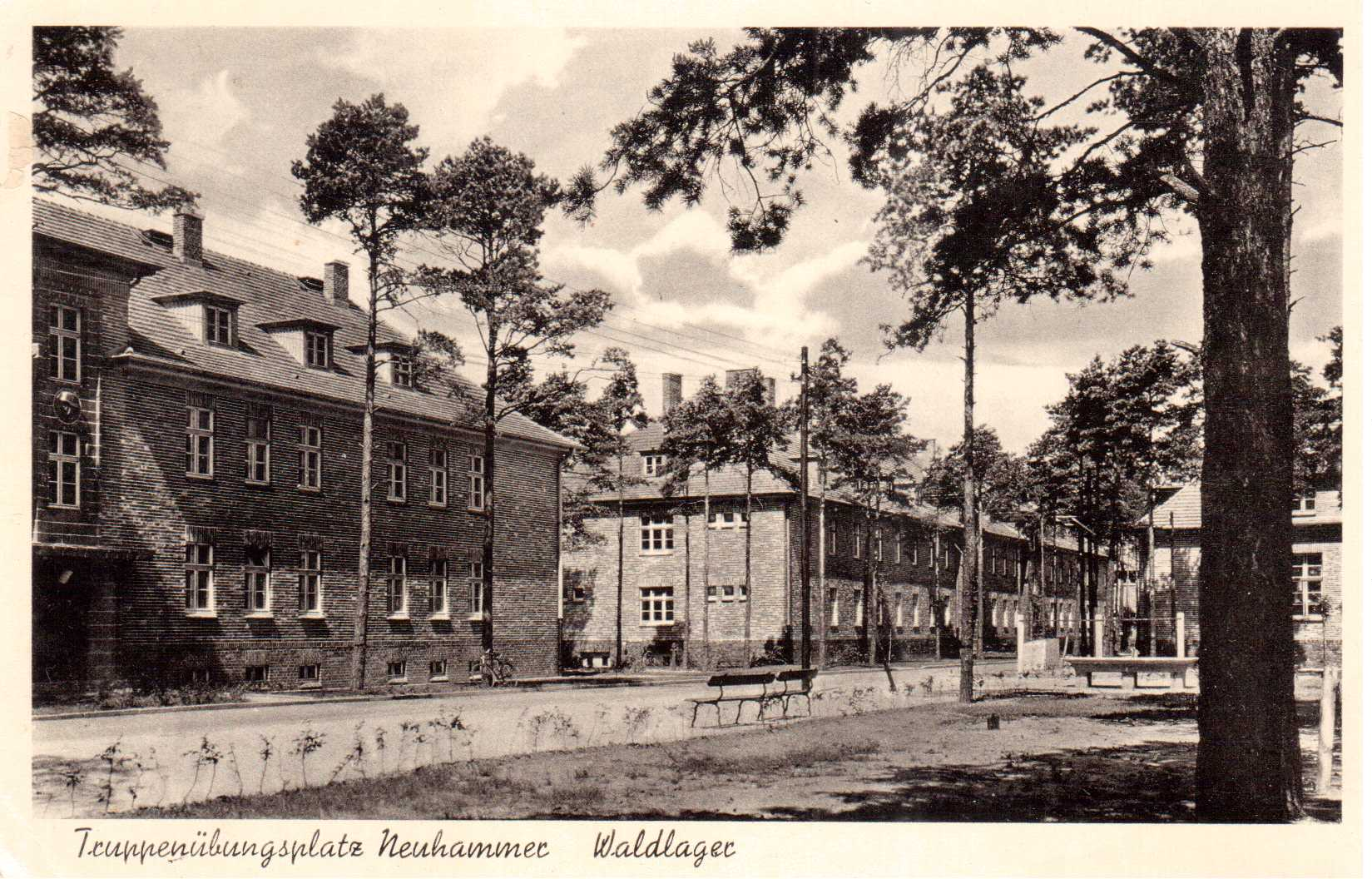
Gebäude des Waldlagers auf dem Truppenübungsplatz Neuhammer

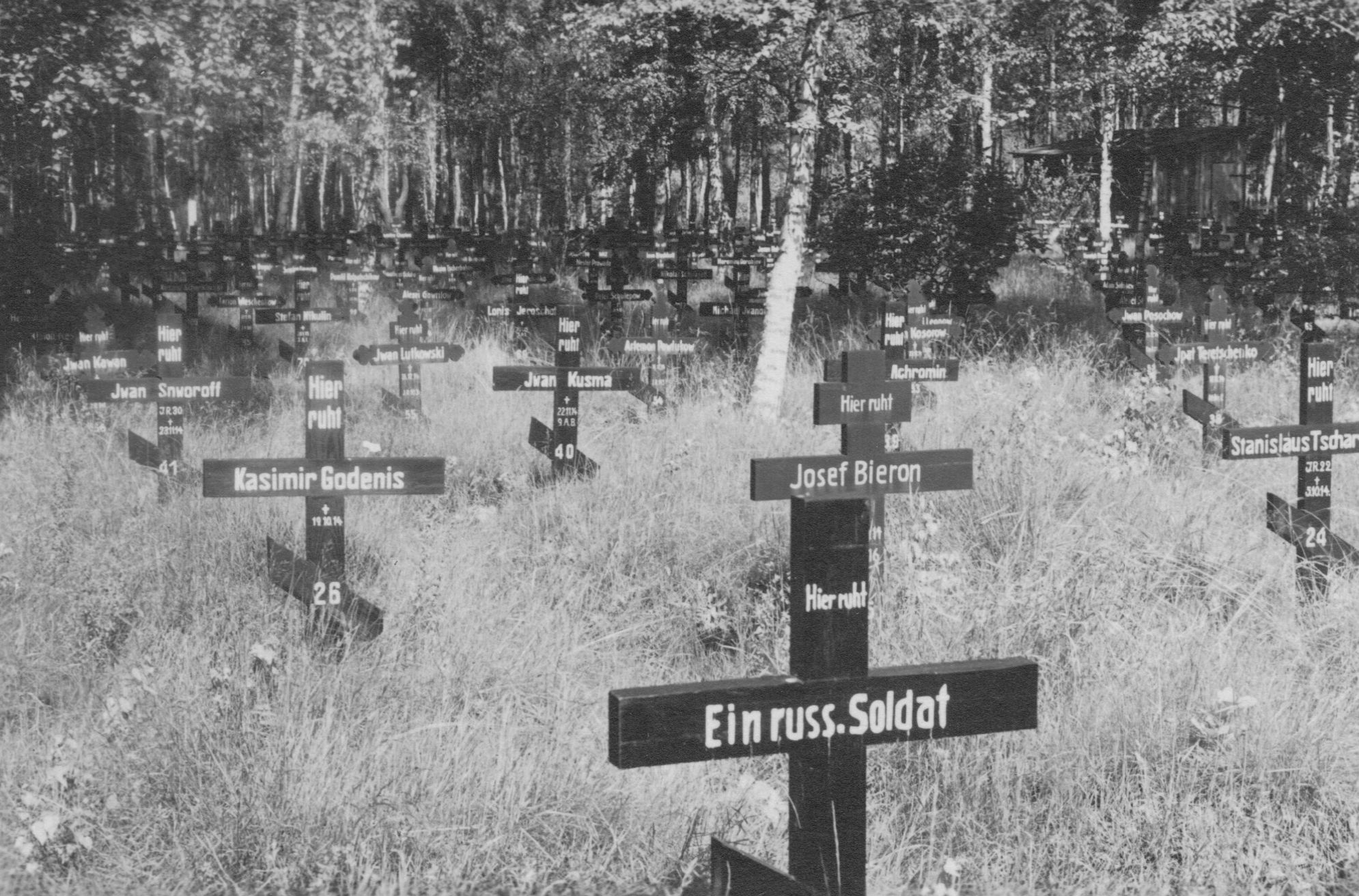
Friedhof für russische Kriegsgefangene des Ersten Weltkriegs

Der Truppenübungsplatz wurde am 26. März mit Wirkung zum 1. April 1901 für die Preußische Armee errichtet. Im Jahr 1905 umfasste er eine Fläche von 5000 ha. Nach der Machtergreifung Hitlers 1933 und der folgenden Aufrüstung der Wehrmacht wurde der Truppenübungsplatz massiv erweitert, sodass er zu Beginn des Zweiten Weltkriegs einer der größten Übungsplätze des Deutschen Reiches war. Auf ihm konnten Großverbände mit 60–70.000 Soldaten das Gefecht der verbundenen Waffen trainieren. Bekannt wurde das Areal durch das sogenannte Stuka-Unglück von Neuhammer im Sommer 1939, als sich auf dem Übungsgelände der schwerste Flugunfall der deutschen Luftwaffe in Friedenszeiten ereignete.
Im Zweiten Weltkrieg wurde das Stalag VIII-E auf dem Truppenübungsplatz errichtet. Es war zunächst mit polnischen und französischen Soldaten, später dann mit russischen Gefangenen belegt. Im Lager starben mindestens 50.000 Soldaten an Hunger und Krankheit, 200 weitere wurden bei der Einnahme des Lagers durch den NKWD erschossen.
Die Rote Armee, die den Truppenübungsplatz 1945 besetzte, nutzte diesen bis 1955 allein. Ab 1955 durfte die polnische Volksarmee zusammen mit anderen Warschauer-Pakt-Staaten das Gelände zu Großmanövern nutzen. Seit dem Abzug der Roten Armee 1992 nutzt die polnische Armee das Gelände. Es umfasst heute eine Fläche von 34.000 Hektar.

## Aufstellungsstandort
Der Truppenübungsplatz wurde wiederkehrend während des Zweiten Weltkrieges als Aufstellungsort für neue Verbände verwendet.
Anbei eine nicht abschließende Aufzählung:
- 226. Infanterie-Division *26.6.1944
  - Grenadier-Regiment 1040 *26.6.1944
  - Grenadier-Regiment 1041 *26.6.1944
  - Grenadier-Regiment 1042 *26.8.1944